# Calamaria butonensis
Espèce
Calamaria butonensis  est une espèce de serpents de la famille des Colubridae.

## Répartition
Cette espèce est endémique de l'île Buton dans l'archipel de Sulawesi en Indonésie.

## Étymologie
Son nom d'espèce, composé de buton et du suffixe latin -ensis, « qui vit dans, qui habite », lui a été donné en référence au lieu de sa découverte.

## Publication originale
- Howard & Gillespie, 2007 : Two New Calamaria (Serpentes) Species from Sulawesi, Indonesia. Journal of Herpetology, vol. 41, n. 2, p. 237–242.